# Goniaspidius angolensis
Goniaspidius angolensis är en skalbaggsart som beskrevs av Schein 1958. Goniaspidius angolensis ingår i släktet Goniaspidius och familjen Melolonthidae. Inga underarter finns listade i Catalogue of Life.